# Guus Vogels
Augustinus Wilhelmus Johannes Marines "Guus" Vogels  (ur. 26 marca 1975 w Naaldwijk) – holenderski hokeista na trawie. Trzykrotny medalista olimpijski.
Był bramkarzem. W reprezentacji Holandii debiutował na początku 1996. Brał udział w czterech igrzyskach (IO 96, IO 00, IO 04, IO 08), trzy razy zdobywał medale: złoto 1996 i 2000 oraz srebro w 2004. Na pierwszych dwóch imprezach był zmiennikiem Ronalda Jansena. Z kadrą brał udział m.in. w mistrzostwach świata w 2002 (brązowy medal) oraz kilku turniejach Champions Trophy i mistrzostw Europy.